# Dieler (Ney)
Dieler ist ein Ortsteil der Ortsgemeinde Ney in der Mittelgebirgslandschaft des Hunsrücks im Rhein-Hunsrück-Kreis in Rheinland-Pfalz. 

## Geographie
Der Ortsteil Dieler liegt in einer Mulde zwischen dem Ehrbachtal im Westen und dem Hauptdorf Ney im Südosten.